# Ustersbach
Ustersbach er en købstad i Landkreis Augsburg i Regierungsbezirk Schwaben i den tyske delstat Bayern, med med knap 1.200 indbyggere.
Kommunen ligger omkring 25 kilometer vest for Augsburg i centrum af Naturpark Augsburg-Westliche Wälder. Ustersbach ligger ved jernbanelinjen fra Augsburg-Ulm.

## Bydele og landsbyer
| - Ustersbach - Mödishofen - Baschenegg - Osterkühbach |